# Ramularia interstitialis
Ramularia interstitialis är en svampart som först beskrevs av Berk. & Broome, och fick sitt nu gällande namn av Gunnerb. & Constant. 1991. Ramularia interstitialis ingår i släktet Ramularia och familjen Mycosphaerellaceae.   Inga underarter finns listade i Catalogue of Life.